# Тернопільська губернія
Тернопільська губернія - одна з адміністративно-територіальних одиниць, створених після окупації частини Галичини російськими військами під час Першої світової війни. Утворена у вересні 1914 р. у складі Галицько-Буковинського генерал-губернаторства. Центр - Тернопіль. 
У губернії було 15 повітів: Бережанський, Богородчанський, Борщівський, Бучацький, Гусятинський, Заліщанський, Збаразький, Калуський, Підгаєцький, Скалатський, Станіславівський, Тернопільський, Тербовлянський, Тлумацький, Чортківський. Губернія мала площу 14,1 тис. км², населення - 1,5 млн. осіб (за переписом 1910). 
Тернопільська губернія мала розвинену мережу залізниць, по її території проходили лінії: Перемишль - Львів - Злочів - Тернопіль - Підволочиськ, Тернопіль - Збараж, Тернопіль - Іване-Пусте, Копичинці - Гусятин, Новий Загорж - Хирів - Самбір - Стрий - Станиславів , Галич - Тернопіль, Хриплин - Бучач - Чортків - Копичинці (Копачинці), Львів - Підгайці. 

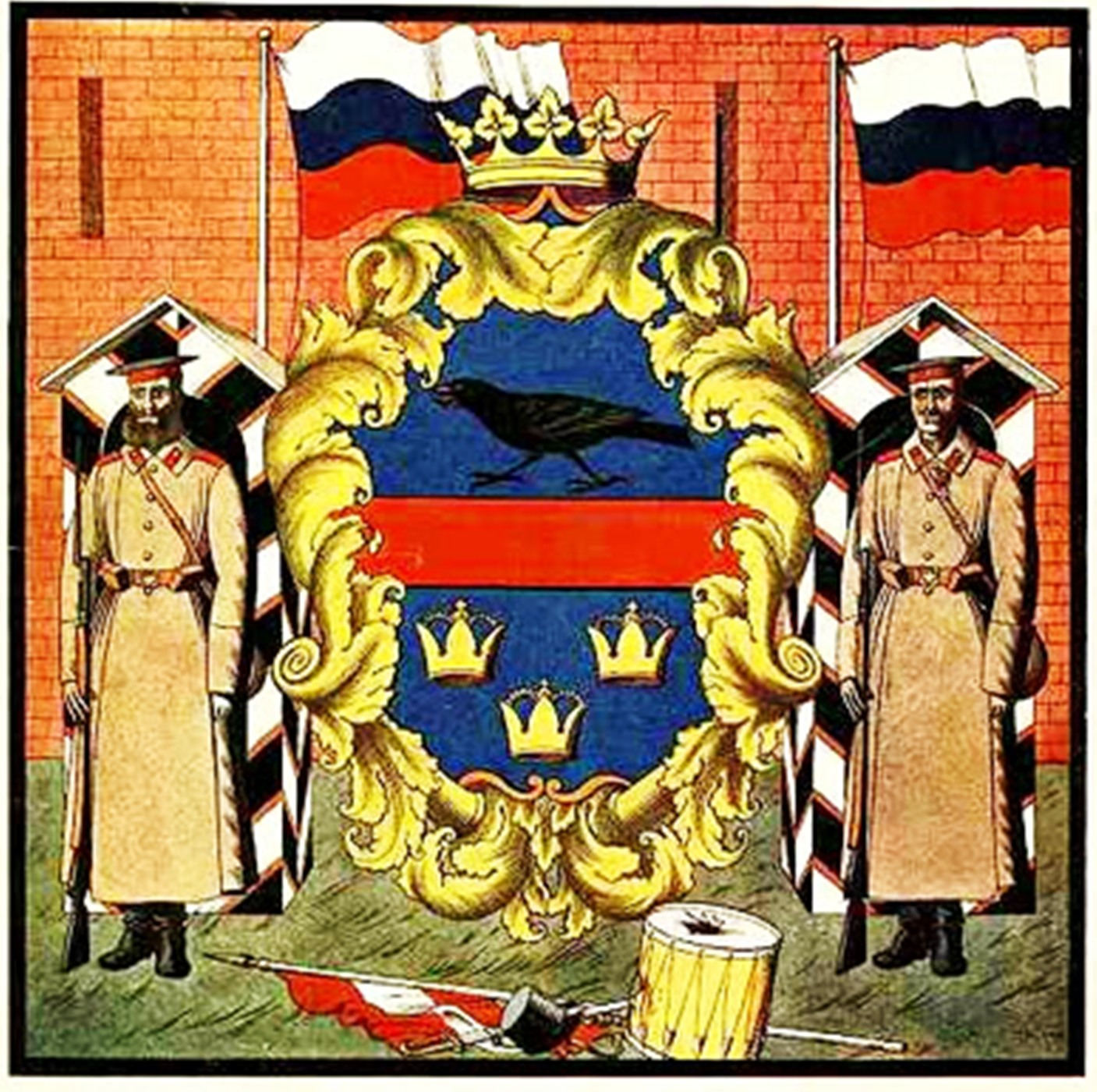
Герб Галицько-Буковинського генерал-губернаторства

У результаті Горлицького прориву 1915 австро-угорських і німецьких військ захібна частина новоствореної губернії була залишена російськими військами. Губернія припинила існування після звільнення всієї її території від російських військ у липні 1917.